# André Vanoverbeke
André Jozef Felix Vanoverbeke (Kanegem, 7 oktober 1925 - Kanegem, 26 december 1979) was de laatste burgemeester van de Belgische voormalige gemeente Kanegem.
Hij was er burgemeester van 1965 tot bij de fusie met de stad Tielt in 1977. Daar was hij tot bij zijn overlijden schepen.